# 藤原兼茂
藤原 兼茂（ふじわら の かねもり/かねもち）は、平安時代前期の公卿・歌人。藤原北家良門流、右近衛中将・藤原利基の四男。官位は従四位下・参議。

## 経歴
寛平9年（897年）兼茂自身が外戚にあたる醍醐天皇の即位に伴い六位蔵人になると、翌寛平10年（898年）左衛門少尉に任ぜられる。昌泰2年（899年）従五位下に叙爵して、引き続き昇殿を許されるが、昌泰の変が発生した翌年の延喜2年（902年）従五位上・播磨介に叙任され地方官に転じる。
延喜9年（909年）昌泰の変以降執政の座にあった左大臣・藤原時平が没すると、翌延喜10年（910年）兼茂は左近衛少将として京官に復帰する。のち左近衛権中将・左近衛中将・左兵衛督と武官を歴任する傍ら、延喜14年（914年）正五位下、延喜17年（917年）従四位下と昇進を重ねた。
延喜23年（923年）正月に参議に任ぜられ公卿に列すが、同年2月陣座において中風に倒れ、3月7日に卒去。最終官位は参議従四位下兼左兵衛督。

## 人物
勅撰歌人として、和歌作品が『古今和歌集』に2首、『後撰和歌集』に1首採録されている。『古今和歌集』によると、源実が筑紫に湯浴みに向かうのに同伴し、山城国と摂津国の境である山崎で歌を贈答した。
延喜11年（911年）に宇多上皇の主催で亭子院で開かれた酒合戦に酒豪として招聘され参加。

## 官歴
『公卿補任』による。
- 寛平9年（897年） 7月5日：讃岐掾。7月7日：六位蔵人
- 寛平10年（898年） 正月29日：左衛門少尉
- 昌泰4年[3]（901年） 正月7日：従五位下。2月27日：如故昇殿
- 延喜2年（902年） 2月24日：従五位上。4月23日：兼播磨介
- 延喜10年（910年） 正月12日：兼左近衛少将
- 延喜14年（914年） 正月7日：正五位下
- 延喜15年（915年） 正月12日：兼備前介
- 延喜16年（916年） 3月28日：左近衛権中将
- 延喜17年（917年） 正月7日：従四位下。正月19日：昇殿。正月29日：兼播磨権守。4月5日：兼斎院長官
- 延喜18年（918年） 2月29日：左近衛中将
- 延喜19年（919年） 9月13日：兼左兵衛督（停中将）
- 延喜23年（923年） 正月12日：任参議、左兵衛督如元。3月7日：卒去（参議従四位下兼左兵衛督）

## 系譜
『尊卑分脈』による。
- 父：藤原利基
- 母：当麻松咸の娘
- 妻：不詳
- 生母不明の子女
  - 男子：藤原存忠
  - 女子：兵衛命婦